# Piet Rooijakkers
Piet Rooijakkers (Gerwen, 16 augustus 1980) is een voormalig Nederlands beroepswielrenner. In april 2007 reed hij zich in de kijker door in de klassieker Amstel Gold Race in een lange ontsnapping vooruit te blijven.

## Biografie
Nadat Rooijakkers in 2002 zijn heao-studie bedrijfseconomie had afgerond, besloot hij een parttimebaan te zoeken, zodat hij voldoende tijd zou overhouden om te trainen. Hij vond een baan op de administratieafdeling bij een grondverzetbedrijf.
Via de MGI-formatie en een jaartje "De Jonge Renner" verkaste hij 2003 naar het opleidingsinstituut voor jongeren "Lowik Meubelen-Tegeltoko” van Han Vaanhold. In dat jaar startte hij in Olympia’s Tour, waar hij in de vijfde etappe door een ernstige valpartij een open scheenbeenbreuk opliep. De rest van het jaar stond in het teken van revalidatie.
In 2004 won hij het criterium van Lieshout en de daaraan vastgekoppelde Laarbeek-driedaagse. Verder behaalde hij een derde plaats op het NK elite-zonder. Door zijn sterke optreden tussen de profs in de Ster Elektrotoer wekte Rooijakkers de interesse van de AXA-ploeg. In 2005 kon hij als semi-prof aan de slag.
In 2005 boekte Rooijakkers vier overwinningen: een Belgische kermiskoers in Neerlinter, de Woudenomloop (zijn eerste klassieker), de 9e etappe van Olympia's Tour en de tijdrit van de Ronde van Midden-Brabant. Verder eindigde hij op de 9e plaats in de Sterelektrotoer. In oktober kon hij een contract tekenen bij de Skil-Shimano-ploeg met Aart Vierhouten als kopman. Daar reed hij tot en met het jaar 2010, een periode waarin hij vooral veel pech kende. Zo liep hij bij een val in de GP Zottegem een gebroken sleutelbeen en een scheurtje in zijn bekken op. In september van dat jaar kreeg Rooijakkers te horen dat er voor hem geen plek bij de ploeg meer was. Begin 2011 kondigde hij aan te stoppen met wielrennen.
Tegenwoordig is hij actief bij de wielerploeg Baby-Dump Cyclingteam.

## Belangrijkste overwinningen
2005
- 9e etappe Olympia's Tour
- 2e etappe Ronde van Midden-Brabant
- Friesche Wouden Klassieker

2008
- 1e etappe deel B Brixia Tour (ploegentijdrit)

## Resultaten in voornaamste wedstrijden
| Jaar | Ronde van Italië | Ronde van Frankrijk | Ronde van Spanje |
| ---- | ---------------- | ------------------- | ---------------- |
| 2006 |                  |                     |                  |
| 2007 |                  |                     |                  |
| 2008 |                  |                     |                  |
| 2009 |                  | opgave              |                  |
| 2010 |                  |                     |                  |

| Jaar | Ronde van Vlaanderen | Parijs-Roubaix | Amstel Gold Race | Luik-Bast.‑Luik | Parijs-Tours |
| ---- | -------------------- | -------------- | ---------------- | --------------- | ------------ |
| 2006 |                      | 81e            | opgave           |                 | opgave       |
| 2007 |                      |                | 115e             |                 | 36e          |
| 2008 |                      |                |                  | opgave          | 156e         |
| 2009 |                      |                | opgave           | opgave          |              |
| 2010 | opgave               |                | opgave           |                 |              |